# Пашковский, Адольф Феофилович
Адольф Феофилович Пашковский (1847—1884) — русский инженер путей сообщения; заместитель директора Николаевской железной дороги.

## Биография
Родился 29 ноября (11 декабря) 1847 года в Вильне; происходил из дворян Виленской губернииПашковских. В девять лет поступил в Виленскую мужскую гимназию, где окончил курс в 1864 году.
Во время пребывания в гимназии, скончался отец Пашковского, и он переехал жить к Адаму Карловичу Киркору, редактору газеты «Kurjer Wilenski», у которого собиралась вся местная интеллигенция. Годы, проведенные А. Пашковским в его доме, имели большое влияние на его интеллектуальное развитие.
В августе 1864 года Пашковский приехал в Санкт-Петербург для поступления в университет, в чём ему было отказано, поскольку он не достиг ещё возратса 17 лет. После неудачной попытки поступить в Институт инженеров путей сообщения, А. Пашковский определился вольнослушателем в Технологический институт, где окончил курс в 1868 году по механическому отделению со званием инженер-технолога. В том же году все-таки поступил в Институт инженеров путей сообщения. Пятилетний курс института прошёл в три года, что представлялось возможным выполнять только для лиц, поступавших в институт из высших учебных заведений. Ещё будучи студентом, он обращал на себя внимание своими способностями и распорядительностью, которые были заметны при практических занятиях, и студенту Пашковскому поручались самостоятельные работы.
По окончании института в 1871 году Пашковский поступил в Главное общество российских железных дорог — на Александровский механический завод, где занял должность инженера для особых поручений при управляющем заводом, которым был тогда инженер Рехневский, опытный и известный практик. Служба эта дала ему возможность близко познакомиться с заводской администрацией, технической постановкой дела и основательно изучить рельсовый подвижной состав. Своими познаниями, распорядительностью и аккуратностью он обратил на себя внимание директора Николаевской железной дороги инженера И. Ф. Кенига, который назначил его 1 ноября 1873 года исполняющим должность (обязанности) помощника главного инженера службы тяги и подвижного состава. А. Ф. Пашковский вполне оправдал оказанное ему доверие и 15 ноября 1878 года, был назначен на пост главного инженера службы тяги и подвижного состава Николаевской железной дороги. В этой должности он состоял до 4 января 1884 года, когда был назначен заместителем директора Николаевской железной дороги.
Тринадцатилетние занятия Пашковского по службе тяги совпали с большими усовершенствованиями, в осуществлении которых он принимал деятельное участие. Одной из важнейших забот Пашковского было улучшение состава службы тяги. С этой целью он призвал местные технические силы, преимущественно инженер-технологов, которыми замещал должности, требующие знаний и технической подготовки; принимал также деятельное участие в разрешении вопроса об учреждении специальных железнодорожных училищ, из которых было открыто только одно — Бологовское в котором Пашковский  был назначен попечителем. Это училище стало его излюбленным детищем. Он умел обставить в нем дело обучения всем необходимым, старался увеличить его средства, способствовал учреждению благотворительного общества для вспомоществования недостаточным ученикам и часто посещал вверенное ему училище. С той же целью поднятия уровня познаний у паровозных служащих при Пашковском была установлена классификация машинистов и их помощников. Кроме условий, улучшающих состав служащих, Пашковский обращал особенное внимание на улучшение самых условий службы.
Целесообразность всех принятых Пашковским мер по улучшению личного состава выразилась нагляднее всего в частных случаях значительного усиления движения на Николаевской железной дороге. Такие случаи неоднократно имели место, например, в период русско-турецкой войны 1877—1878 гг. и особенно в период коронации их императорских величеств императора Александра Третьего и государыни императрицы Марии Фёдоровны, когда движение достигло своего крайнего предела. Несмотря на это, правильность и безопасность движения в эти периоды не были нарушены, во многом благодаря личной неустанной энергии и распорядительности А. Ф. Пашковского и благодаря достигнутой им дисциплине среди всего состава подчиненных ему служащих.
В применении различных мер, способствовавших повышению пропускной способности Николаевской железной дороги, Адольф Феофилович Пашковский проявил большую инициативу. Одной из первых мер было улучшение и расширение Александровского механического завода, в котором были сосредоточены главные мастерские. При Пашковском были построены новые производственные цеха завода, в мастерских его паровые машины заменены лучшими, усовершенствованной конструкции. Одним из главных улучшений следует считать введение с 1878 года на пассажирских паровозах и вагонах автоматических воздушных тормозов Вестингауза, с установкой которых оказалось возможным довести среднюю скорость курьерских поездов до 50 верст в час, не уменьшая безопасности их движения, а также увеличение и улучшение вагонного парка и коренное улучшение подвижного состава и т. д. Благодаря произведенным улучшениям в подвижном составе и количественному его увеличению, появилась возможность значительно увеличить число поездов, их скорость и количество вагонов. Оценку своих трудов А. Ф. Пашковский получил на проходившей в городе Москве в 1882 году Всероссийской художественно-промышленной выставке: Александровскому механическому заводу за работы, исполненные им в управление и под наблюдением Пашковского, был присужден государственный герб в награду, как выражено в дипломе, «За постройку паровозов и вагонов высокого достоинства и за разные части подвижного состава, изготовляемые заводом в большом размере».
Насколько ценились труды и знания А. Ф. Пашковского в Министерстве путей сообщения Российской империи, показывает многократное участие его в различных правительственных комиссиях. В 1877 году он принимал участие в комиссии относительно постройки узкоколейных железных дорог; с 1879 года он неоднократно приглашался в качестве совещательного члена в заседания временного управления казенных железных дорог, а в 1883 году получил назначение состоять постоянным совещательным членом технического комитета при Департаменте железных дорог.
В 1879 году он разработал проект организации службы тяги и подвижного состава для частной Уральской железной дороги. На собиравшихся ежегодно технических железнодорожных съездах по службе тяги Пашковский являлся одним из деятельных членов, своими знаниями много помогая правильному решению вопросов, обсуждавшихся на этих мероприятиях.
Многосложная деятельность поглощала все его время, но он следил всегда за технической литературой, и практически ни одна из выдающихся статей, встречавшихся в отечественных и иностранных технических изданиях, не ускользала от его внимания. Но публикаций самого Пашковского по железнодорожной технике не осталось. 
Скончался 20 октября (1 ноября) 1884 года в Санкт-Петербурге.